# Eugenia ancorifera
Eugenia ancorifera är en myrtenväxtart som beskrevs av Gerda Jane Hillegonda Amshoff. Eugenia ancorifera ingår i släktet Eugenia och familjen myrtenväxter.
Artens utbredningsområde är Kamerun. Inga underarter finns listade i Catalogue of Life.